# 헨리 4세
헨리 4세(Henry Ⅳ, 1366년 4월 3일 ~ 1413년 3월 20일)는 잉글랜드의 왕이다. 랭커스터 가문의 창시자이자 플랜태저넷 왕조의 왕으로 에드워드 3세의 손자이며 존 곤트의 아들이다. 1398년 사촌인 리처드 2세에게 쫓겨나기도 하였지만 후에 의회의 지지로 왕위에 오름으로써 랭커스터 왕가를 열었다. 그러나 이 때문에 헨리 4세의 정당성에 의문을 제기하는 이들이 나타났다. 귀족 가운데 왕위를 노리는 사람이 많이 생기고 음모와 반란이 계획되어 이를 막기 위해 몹시 고생하였다.
흑태자 에드워드의 친동생 라이오넬 앤트워프의 외손들이 살아있어 정통성에 의문이 제기되었고, 헨리 4세는 자신이 헨리 3세의 아들 꼽추 에드먼드의 후손인 점을 내세워 정통성을 강조하기도 했다. 귀족들의 반란 외에도 웨일스의 분리독립 봉기가 발생, 이를 진압하였다.

## 참고 자료
- 이 문서에는 다음커뮤니케이션(현 카카오)에서 GFDL 또는 CC-SA 라이선스로 배포한 글로벌 세계대백과사전의 내용을 기초로 작성된 글이 포함되어 있습니다.